# Seznam belgických spisovatelů
Seznam belgických spisovatelů obsahuje přehled některých významných spisovatelů, narozených nebo převážně publikujících v Belgii.

## A
- Nicolas Ancion (* 1971)

## B
- Maurice de Bevere
- Jacques Brel

## G
- Guido Gezelle
- Michel de Ghelderode
- Thomas Gunzig (* 1970)

## I
- Geert van Istendael

## L
- Tom Lanoy (* 1958)
- Camille Lemonnier

## M
- Maurice Maeterlinck

## N
- Amélie Nothombová

## P
- Paul Émile de Puydt

## R
- Georges Rodenbach

## S
- Georges Simenon

## T
- Jean-Philippe Toussaint

## V
- Andreas Vesalius